# Jerry Yan
Jerry Yan Cheng Xu (Chino: 言承旭, pinyin: Yan Chengxu; Taoyuan, 1 de enero de 1977) es un cantante y actor taiwanés.
Es miembro de la banda musical JVKV, llamado al principio de su carrera F4. Su nombre de nacimiento es Yangzhen Liao (chino: 廖 洋 震, pinyin: Liao Yángzhèn).

## Carrera
Fue el actor principal en el popular drama taiwanés Meteor Garden y su secuela, Meteor Garden II, gracias a la cual ha ganado popularidad entre el público femenino, no sólo en Taiwán sino también en el resto de Asia.
Trabajó como modelo antes de aventurarse en la actuación, consagrado por su Meteor Garden, que fue su primer programa. También protagonizó en una película, Cocina Magic con Sammi Cheng y Andy Lau.
En agosto de 2004 lanzó su primer álbum como solista, titulado "The First Time" (第 一次 Jerry para usted). En enero de 2005 ganó el premio al "más populares de Nuevo Artista" (港台 地区 最受欢迎 新人 奖) a veinte chinos Premios de la Música (第 12 届 中国 歌曲 排行榜 颁奖 典礼), que se celebraron en Pekín. En China continental es conocido principalmente por su buena apariencia y su talento, aunque lo que él ha dedicado su éxito en su patria formando parte como miembro de la banda F4.
En el 2020 se unirá al elenco principal de la serie Count Your Lucky Star (交换吧！运气).

## Filmografía

### Film
- Our Times 我的少女时代 (2015)
- Lupin III: Necklace of Cleopatra 鲁邦三世：埃及艳后的项链 (2014)
- Heroic Detective (2012)
- Ripples of Desire (2012)
- Magic Kitchen 魔幻廚房 (2004)

### Serie de televisión
- Count Your Lucky Stars 我好喜欢你 (2020)
- Because·Love 真爱就这么难? (2016)
- My Best Ex-Boyfriend 最佳前男友 (2015)
- Loving, Never Forgetting 戀戀不忘 (2014)
- My Splendid Life 我的燦爛人生 (2011)
- Just Want To Depend On You 就想賴著你 (2010)
- Starlit 心星的淚光 (2009)
- Hot Shot 籃球火 (2008)
- The Hospital 白色巨塔 (2006)
- Meteor Garden II 流星花園 II (2002)
- Come to My Place 來我家吧 (2002)
- Meteor Dream Garden 流星夢幻楽園 (2002)
- Love Scar 烈愛傷痕 (2001)
- Meteor Rain 流星雨~道明寺篇 (2001)
- Meteor Garden 流星花園 (2001)
- Spicy Teacher (2000)

### Talk Show
- ABCDEF4(2001)

### Eventos
| Año  | Título                                 | Notas |
| ---- | -------------------------------------- | ----- |
| 2019 | Zhejiang TV New Year Countdown Concert |       |

## Discografía
1. Separated 一半
2. I Will Love You A Lot 我会很爱你
3. I Cannot Leave You我没有办法离开你 (dall'album degli F4 Waiting for you; 2008)
4. You are My Only Persistence 你是我唯一的執著 (2007)
5. The First Time (第一次 Jerry for You) (2004)
6. One Meter 一公尺
7. Be A Good Lover 做個好情人
8. Memory Pieces 記憶拼圖
9. Decoration 陪襯品
10. Want to Love You 想要愛你
11. Gravity 地心引力
12. I Want It Now 我想現在
13. Isolation 隔離
14. Forget Myself 忘了自己
15. Fantasy 幻想
16. I Really Really Love you 我是真的真的很爱你 (dall'album degli F4 Meteor Rain)
17. Want you 要定你 (dall'album degli F4 Meteor Rain)
18. Only Me 只有我

### Singles
Solitario
- Amphibian  兩棲類動物寫真集  (2002)

Con F4
- F4 in Tokyo  (2005)
- Meteor Garden In Barcelona  (2002)
- F4 Music Party  (2001)
- F4 Waiting for You (2007)

### Otros
| Año  | Canción     | Álbum                                                      | Notas                              |
| ---- | ----------- | ---------------------------------------------------------- | ---------------------------------- |
| 2019 | Meteor Rain | Interpretación durante el "Zhejiang TV New Year Countdown" | junto a Li Chen, Zheng Kai y Lucas |